# الیزابت فرانتس
الیزابت فرانتس (انگلیسی: Elizabeth Franz؛ زادهٔ ۱۸ ژوئن ۱۹۴۱) یک هنرپیشه اهل ایالات متحده آمریکا است.
از فیلم‌هایی که وی در آن نقش داشته است، می‌توان به  کریسمس در کنار خانواده کرنک، راز موفقیت من، یک ماهی در وان حمام و نازک‌تر اشاره کرد.